# Уплощённая треугольная клиноротонда
Уплощённая треуго́льная клинорото́нда — один из многогранников Джонсона (J92, по Залгаллеру — М20).
Составлена из 20 граней: 13 правильных треугольников, 3 квадратов, 3 правильных пятиугольников и 1 правильного шестиугольника. Шестиугольная грань окружена тремя квадратными и тремя треугольными; каждая пятиугольная — пятью треугольными; каждая квадратная — шестиугольной и тремя треугольными; среди треугольных 1 грань окружена тремя пятиугольными, 3 грани — двумя пятиугольными и квадратной, 6 граней — пятиугольной, квадратной и треугольной, остальные 3 — шестиугольной и двумя треугольными.
Имеет 36 рёбер одинаковой длины. 3 ребра располагаются между шестиугольной и квадратной гранями, 3 ребра — между шестиугольной и треугольной, 15 рёбер — между пятиугольной и треугольной, 9 рёбер — между квадратной и треугольной, остальные 6 — между двумя треугольными.
У уплощённой треугольной клиноротонды 18 вершин. В 3 вершинах (расположенных как вершины правильного треугольника) сходятся две пятиугольных грани и две треугольных; в 6 вершинах (расположенных как вершины неправильного плоского шестиугольника) сходятся пятиугольная, квадратная и две треугольных грани; в 3 вершинах (расположенных как вершины правильного треугольника) сходятся пятиугольная и три треугольных грани; в 6 вершинах (расположенных как вершины правильного шестиугольника) сходятся шестиугольная, квадратная и две треугольных грани.

## Метрические характеристики
Если уплощённая треугольная клиноротонда имеет ребро длины {\displaystyle a}, её площадь поверхности и объём выражаются как
{\displaystyle S={\frac {1}{4}}\left(12+19{\sqrt {3}}+3{\sqrt {25+10{\sqrt {5}}}}\right)a^{2}\approx 16{,}3886735a^{2},}
{\displaystyle V={\frac {1}{6}}\left(15+7{\sqrt {5}}\right)a^{3}\approx 5{,}1087460a^{3}.}

## В координатах
Уплощённую треугольную клиноротонду с длиной ребра {\displaystyle 2} можно расположить в декартовой системе координат так, чтобы её вершины имели следующие координаты:
- треугольник, параллельный шестиугольнику:

{\displaystyle \left(0;\;{\frac {2}{\sqrt {3}}};\;{\frac {2\Phi ^{2}}{\sqrt {3}}}\right),} {\displaystyle \left(\pm 1;\;-{\frac {1}{\sqrt {3}}};\;{\frac {2\Phi ^{2}}{\sqrt {3}}}\right);}
- основания треугольников, имеющих с первым треугольником общую вершину:

{\displaystyle \left(\pm 1;\;{\frac {\Phi ^{3}}{\sqrt {3}}};\;{\frac {2\Phi }{\sqrt {3}}}\right),} {\displaystyle \left(\pm \Phi ^{2};\;-{\frac {1}{\Phi {\sqrt {3}}}};\;{\frac {2\Phi }{\sqrt {3}}}\right),} {\displaystyle \left(\pm \Phi ;\;-{\frac {\Phi +2}{\sqrt {3}}};\;{\frac {2\Phi }{\sqrt {3}}}\right);}
- вершины пятиугольников напротив первого треугольника:

{\displaystyle \left(\pm \Phi ^{2};\;{\frac {\Phi ^{2}}{\sqrt {3}}};\;{\frac {2}{\sqrt {3}}}\right),} {\displaystyle \left(0;\;-{\frac {2\Phi ^{2}}{\sqrt {3}}};\;{\frac {2}{\sqrt {3}}}\right);}
- шестиугольник:

{\displaystyle \left(\pm 1;\;\pm {\sqrt {3}};\;0\right),} {\displaystyle \left(\pm 2;\;0;\;0\right),}
где {\displaystyle \Phi ={\frac {1+{\sqrt {5}}}{2}}} — отношение золотого сечения.
При этом ось симметрии многогранника будет совпадать с осью Oz, а одна из трёх плоскостей симметрии — с плоскостью yOz.